# سد وادي مجينين
سد وادي مجنين هو سد ساتري يقع في وادي المجينين 64 كيلومتر جنوب طرابلس في شعبية الجبل الغربي من ليبيا.
تم الانتهاء من إنشاء السد عام 1972 وكان الغرض الرئيسي من انشاؤه هو توفير المياه من أجل العمليات الزراعة في المنطقة وأيضًا للتحكم في الفيضانات.